# Quang Trung, thành phố Thái Nguyên
Quang Trung là một phường trung tâm của thành phố Thái Nguyên, tỉnh Thái Nguyên, Việt Nam.
Đây là phường có mật độ dân cư đông nhất trong thành phố do có nhiều trường đại học và trung học phổ thông đóng trên địa bàn.

## Địa lý
Phường Quang Trung nằm ở phía bắc thành phố Thái Nguyên, có vị trí địa lý:
- Phía đông giáp phường Hoàng Văn Thụ
- Phía tây giáp phường Tân Thịnh
- Phía nam giáp phường Đồng Quang và phường Tân Thịnh
- Phía bắc giáp các phường Quan Triều, Quang Vinh và xã Quyết Thắng.

Phường Quang Trung có diện tích 1,57 km², dân số của năm 2011 mật độ dân số đạt 20.721 người/km².

## Lịch sử
Phường Quang Trung được thành lập vào ngày 11 tháng 7 năm 1994 trên cơ sở một phần diện tích và dân số của phường Đồng Quang.
Đến năm 2019, phường Quang Trung được chia thành 39 tổ dân phố, đánh số từ 1 tới 39.
Ngày 11 tháng 12 năm 2019, sáp nhập hai tổ dân phố 2 và 3 vào tổ dân phố 1, sáp nhập hai tổ dân phố 4 và 5 vào tổ dân phố 2, đổi tên tổ dân phố 6 thành tổ dân phố 3, sáp nhập hai tổ dân phố 8 và 9 thành tổ dân phố 4, sáp nhập ba tổ dân phố 10, 11, 12 thành tổ dân phố 5, sáp nhập hai tổ dân phố 7 và 13 thành tổ dân phố 6, sáp nhập một phần của bốn tổ dân phố 14, 15, 18, 19 thành tổ dân phố 7, sáp nhập tổ dân phố 39 và một phần của hai tổ dân phố 37, 38 thành tổ dân phố 8, sáp nhập tổ dân phố 36 và phần còn lại của hai tổ dân phố 37, 38 thành tổ dân phố 9, sáp nhập tổ dân phố 16, một phần tổ dân phố 21 và phần còn lại của hai tổ dân phố 14, 15 thành tổ dân phố 10, sáp nhập hai tổ dân phố 17, 20 và phần còn lại của hai tổ dân phố 18, 19 thành tổ dân phố 11, sáp nhập hai tổ dân phố 22, 23 và phần còn lại của tổ dân phố 21 thành tổ dân phố 12, sáp nhập hai tổ dân phố 24 và 25 thành tổ dân phố 13, sáp nhập hai tổ dân phố 34 và 35 thành tổ dân phố 14, sáp nhập hai tổ dân phố 32 và 33 thành tổ dân phố 15, sáp nhập hai tổ dân phố 30 và 31 thành tổ dân phố 16, sáp nhập hai tổ dân phố 28 và 29 thành tổ dân phố 17, sáp nhập hai tổ dân phố 26 và 27 thành tổ dân phố 18.

## Hành chính
Phường Quang Trung được chia thành 18 tổ dân phố: 1, 2, 3, 4, 5, 6, 7, 8, 9, 10, 11, 12, 13, 14, 15, 16, 17, 18.

## Kinh tế - xã hội
Phường Quang Trung là nơi đặt trụ sở của một số các trường đại học trực thuộc Đại học Thái nguyên như Trường Đại học Y dược, trường Đại học Sư phạm.

Một trong các giảng đường trong trường đại học Sư Phạm Thái Nguyên

Đây cũng là nơi đầu mối giao thông với các bến xe khách, ga xe lửa tại đây, đồng thời là một khu trung tâm thương mại của thành phố Thái Nguyên, tại đây có các chợ lớn như chợ Đồng Quang (trung tâm thương mại Đồng Quang), chợ Ga, chợ Mỏ Bạch, chợ sinh viên Sư phạm.